# Lilatönkű pereszke
A lilatönkű pereszke vagy lilatönkű tölcsérpereszke (Lepista personata) a pereszkefélék családjába tartozó, Európában honos, réteken, füves helyeken élő, ehető gombafaj.

## Megjelenése
A lilatönkű pereszke kalapja 5-15 cm széles, alakja kezdetben domború, majd széles domborúan, majdnem laposan kiterül. Széle sokáig begöngyölt marad, idősen szabálytalan, hullámzó. Színe bőrbarna, bézs, halványbarnás, felülete sima vagy bársnyos.
Húsa vastag, puha, színe fehéres. Íze és szaga kellemes gombaíz és -szag. 
Sűrű lemezei pereszkefoggal tönkhöz növők. Színük fehéres vagy világos kalapszínű.
Tönkje 3-6 cm magas és 2-3 cm vastag. Bunkó alakú. Színe ibolyáslila, idősödve kifakulhat. Felülete szálas, pikkelyes.
Spórapora fehér. Spórája elliptikus, felülete enyhén szemcsés, mérete 6-8 x 4,5-5 µm.

### Hasonló fajok
A mérgező retekszagú kígyógombával, a nem ehető kék pókhálósgombával és az ehető illatos- és lila pereszkével téveszthető össze.

## Elterjedése és termőhelye
Európában honos. Magyarországon helyenként gyakori. 
Réteken, legelőkön, erdőszéleken, füves helyeken él, néha kiterjedt boszorkányköröket alkot. Október-novemberben terem. Enyhe időjárás esetén a tél közepéig, sőt kora tavasszal is előfordulhat. 
Ehető. A lilatönkű pereszkét a Magyar Mikológiai Társaság 2016-ban az év gombájának választotta.

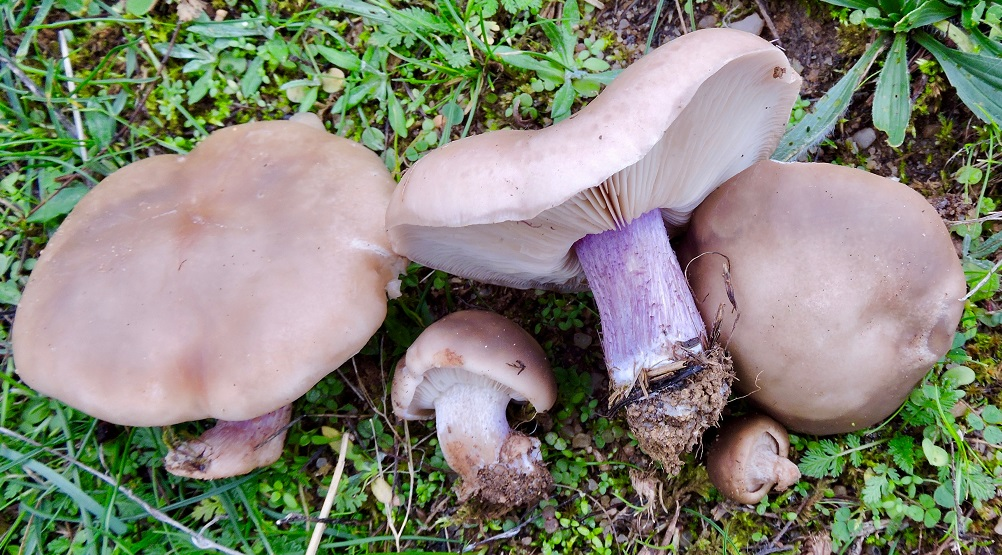
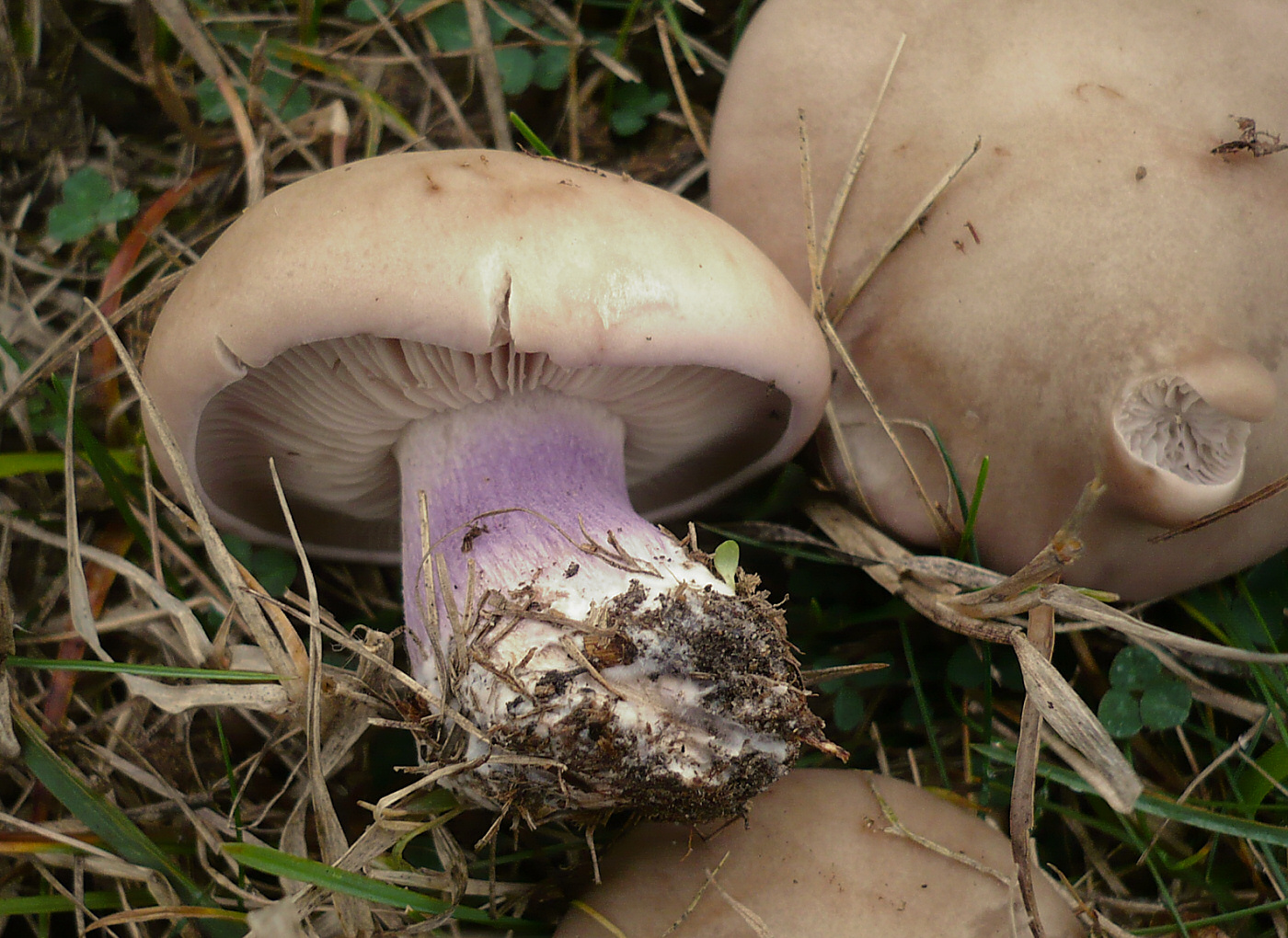
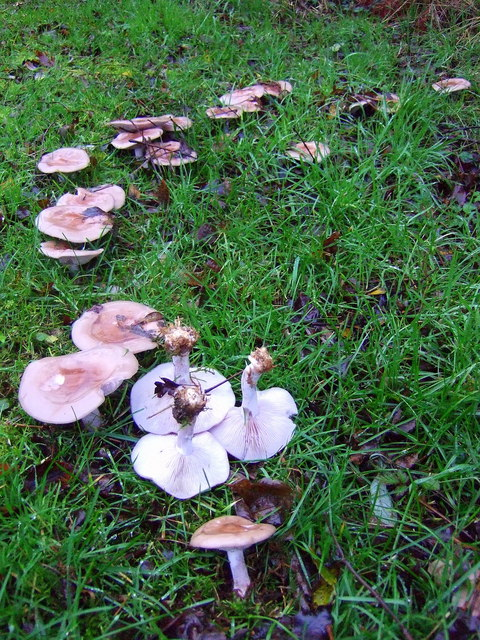
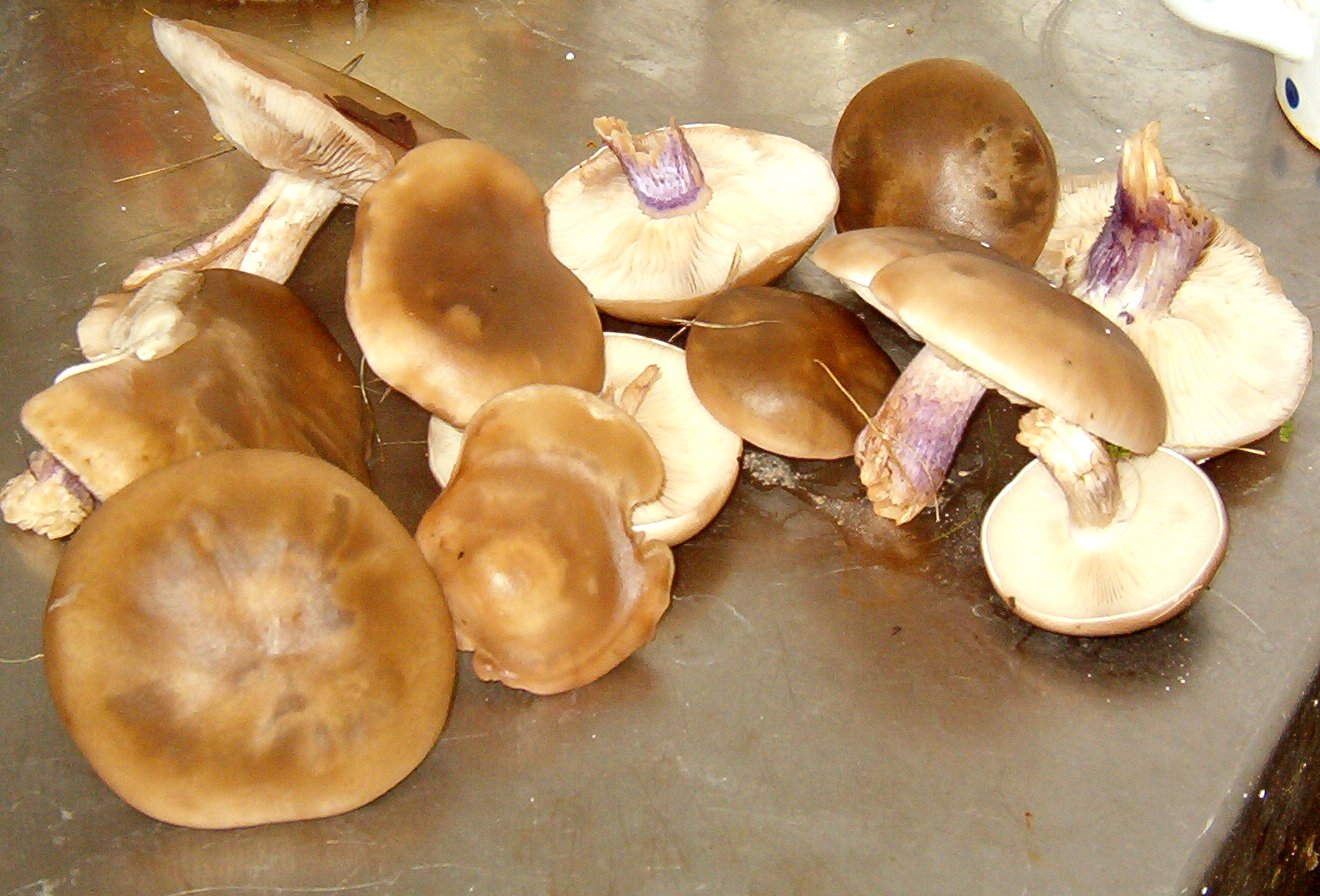
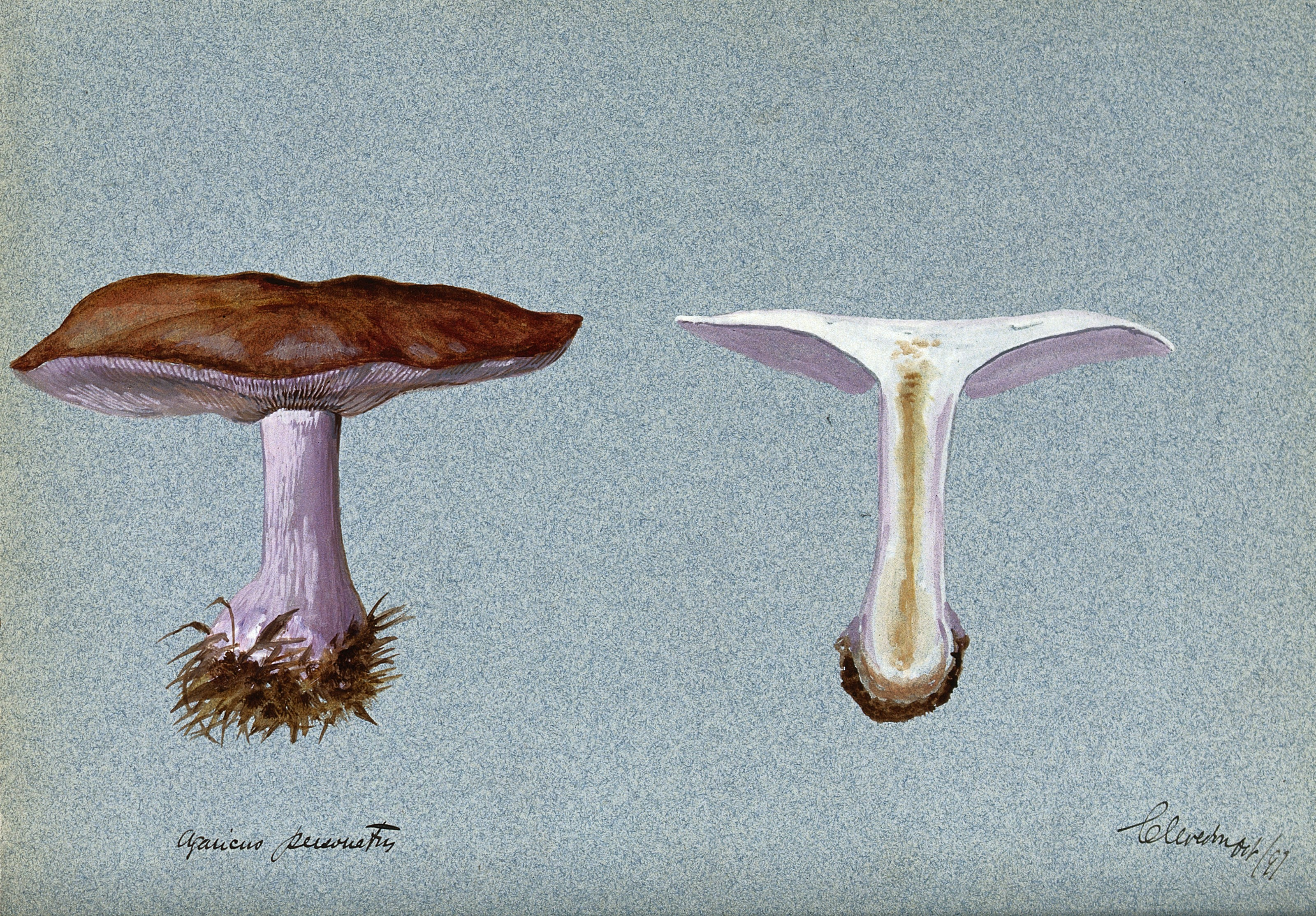